# كابرخاس ديل كامبو
كابرخاس ديل كامبو هي بلدية تقع في مقاطعة سوريا، في منطقة قشتالة وليون، في إسبانيا. يبلغ عدد سكانها 79 نسمة وذلك حسب إحصائيات سنة 2004. يبلغ ارتفاعها عن سطح البحر قرابة 991 متر. تبلغ مساحتها 17.87 كم².

## أعلام
- أبيل أنطون